# 李城鏞
李 城鏞（り そんよん、1995年4月28日 - ）は、ラグビーユニオン選手。

## 略歴
2014年、大阪朝鮮高校卒業後、帝京大学に入る。なお大阪朝鮮高校時代、高校日本代表候補に選ばれたことがある。
2018年、帝京大学卒業後、三菱重工相模原ダイナボアーズに加入。同年9月9日に行われたジャパンラグビートップチャレンジリーグ第1節の釜石シーウェイブス戦に途中出場で公式戦初出場を果たす。
2021年、花園近鉄ライナーズに加入。
2024年、ヤクルトレビンズ戸田に加入。2025年、退団。